# Makowiec (ciasto)

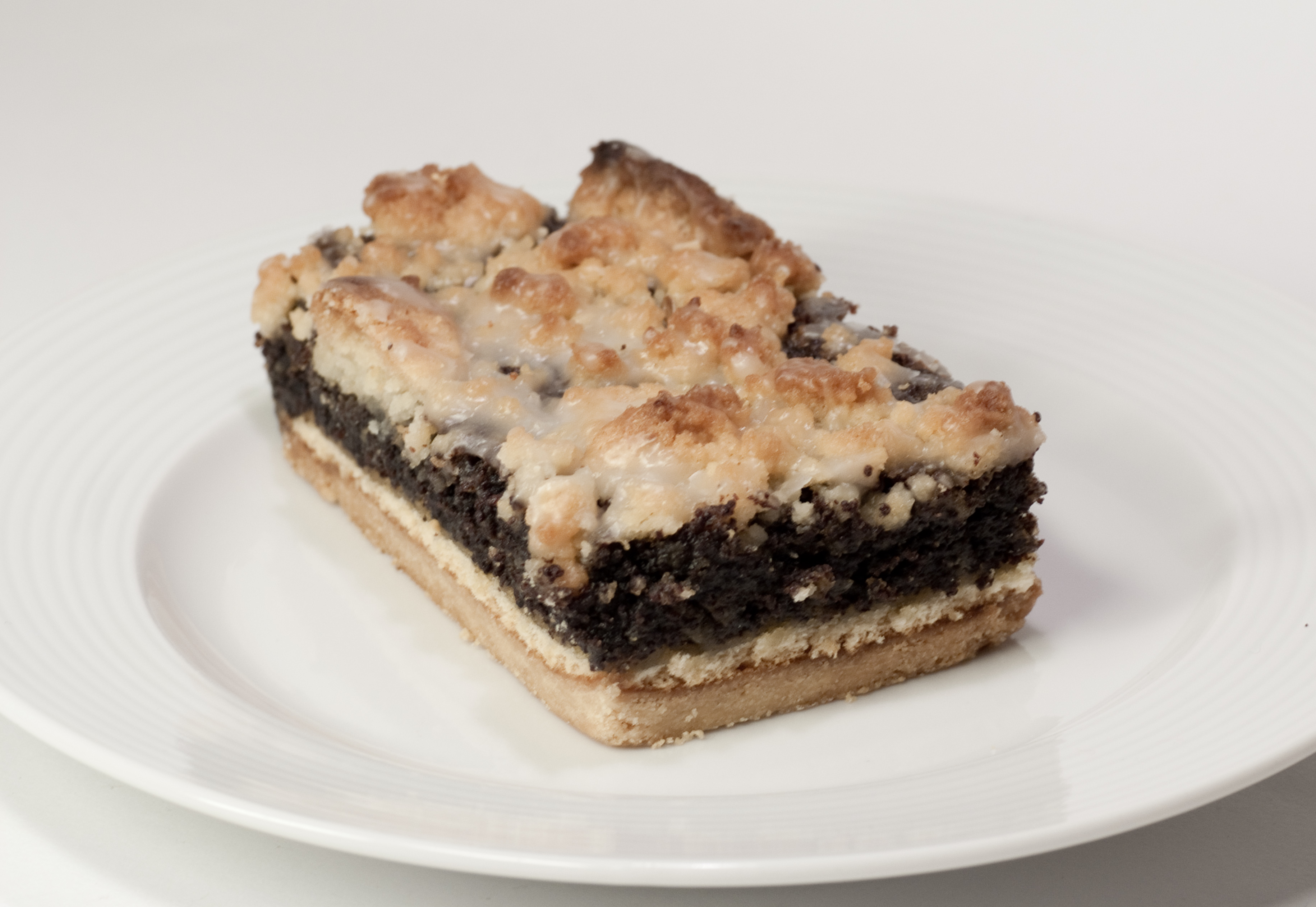
Makowiec w formie placka z kruszonką i lukrem

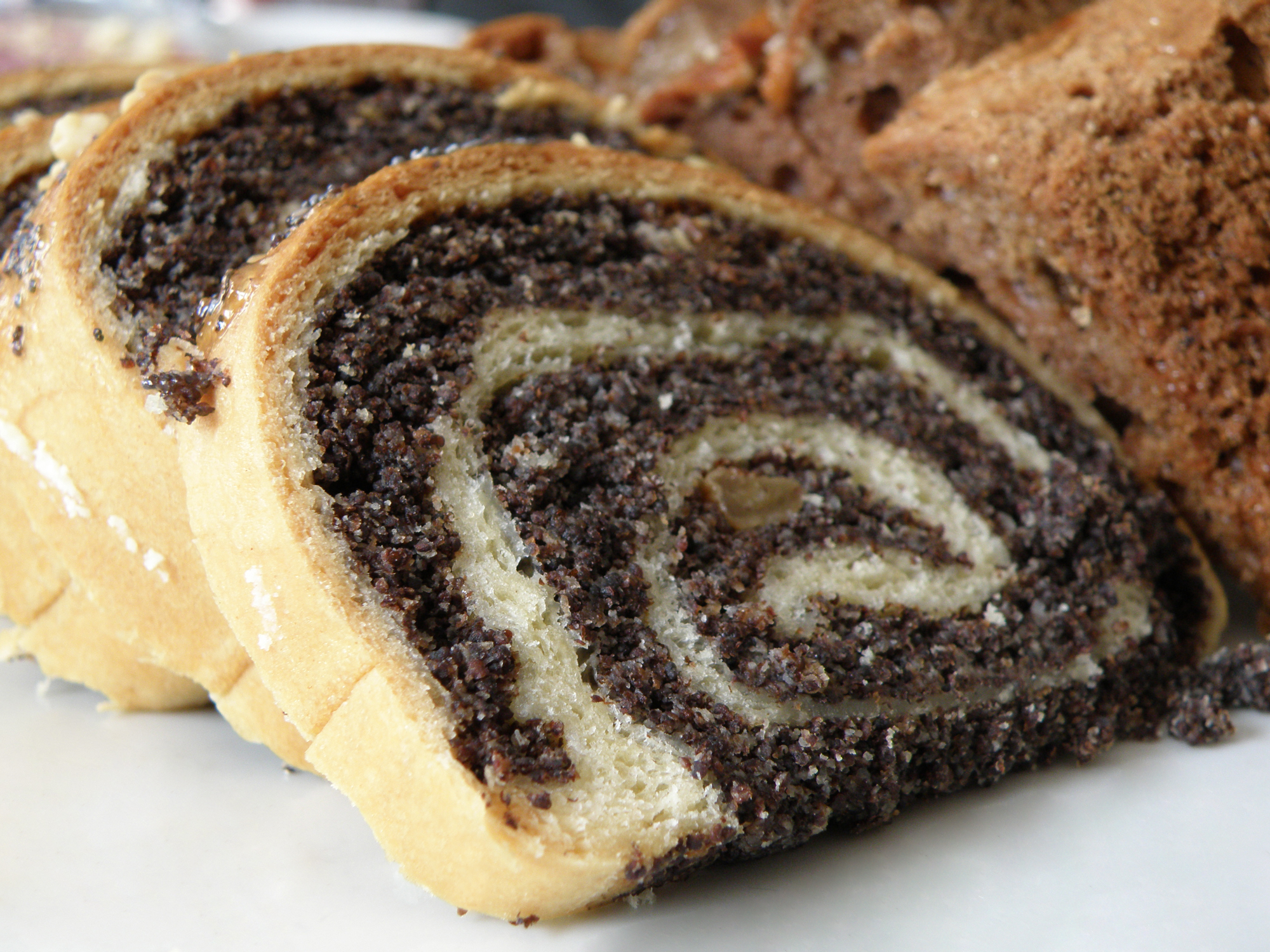
Pokrojona strucla z masą makową z bakaliami

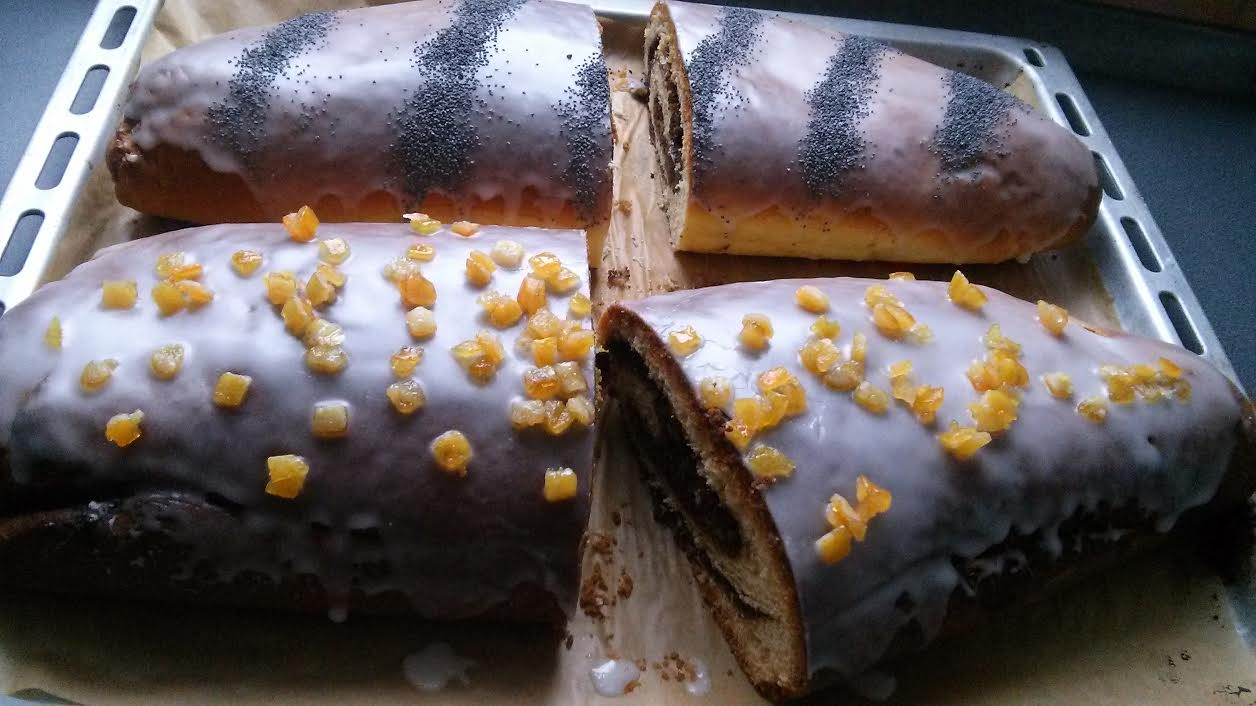
Lukrowane strucle przybrane makiem (u góry) i skórką pomarańczową (u dołu)

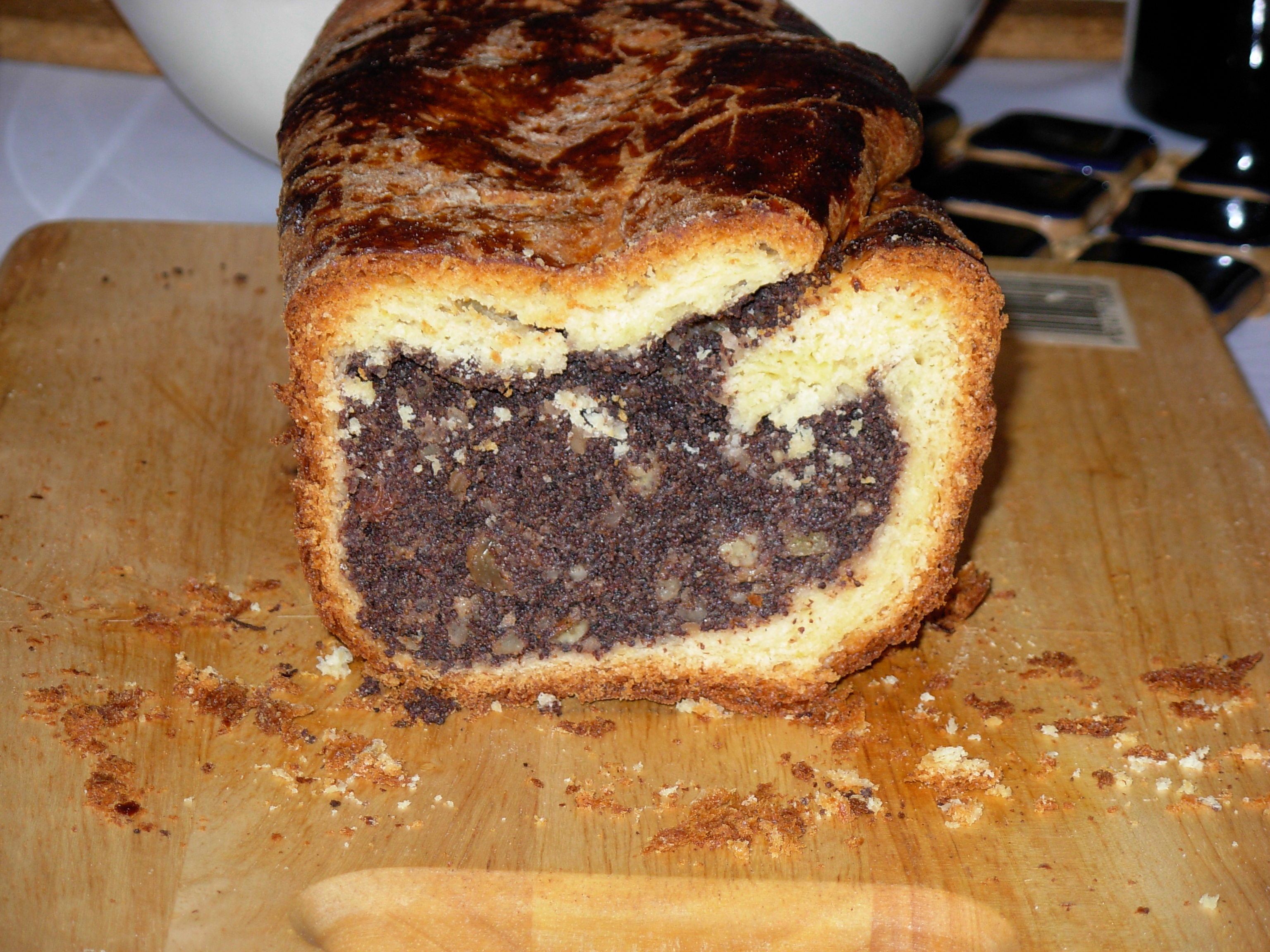
Makowiec

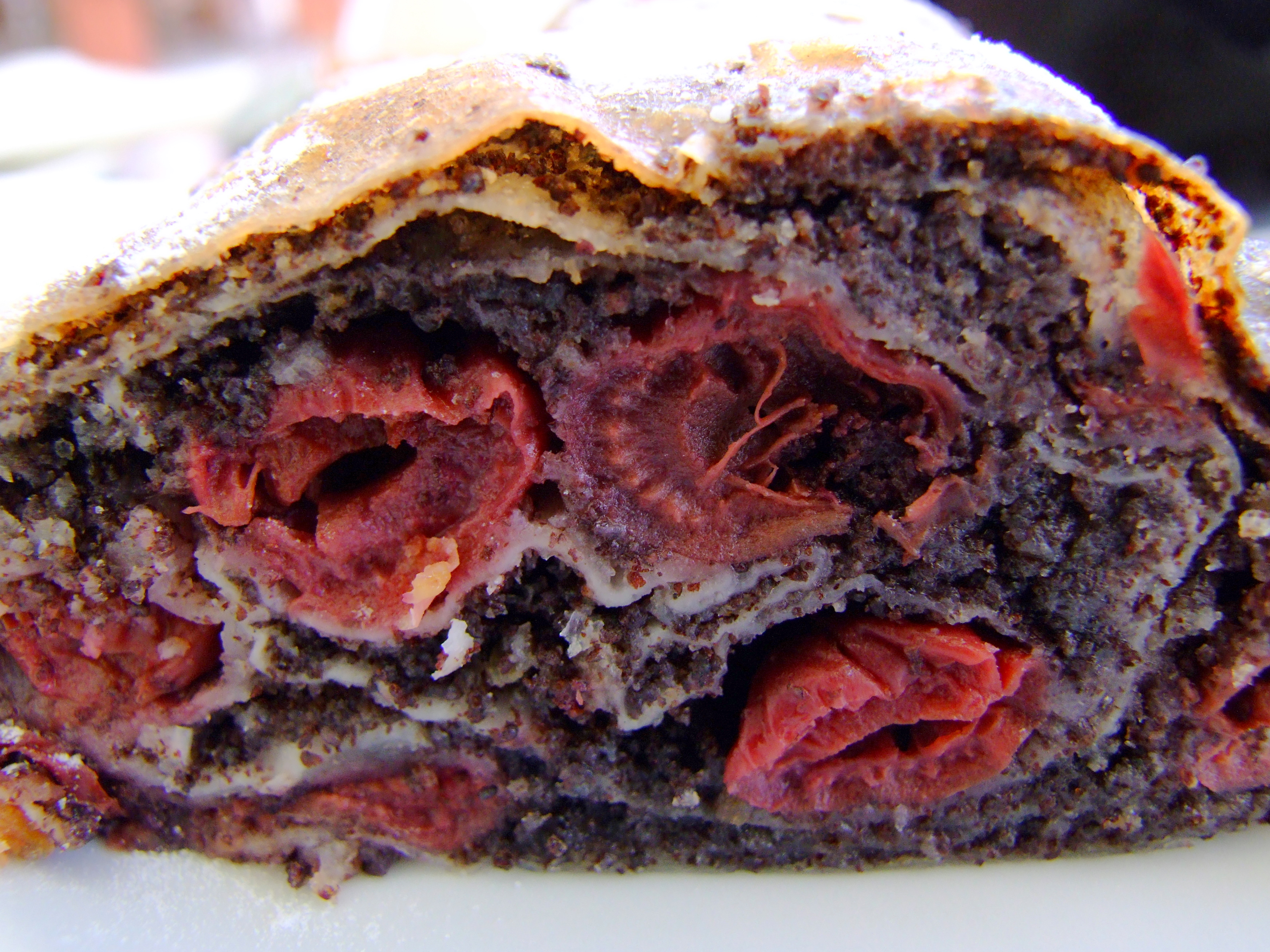
Strudel z masą makową i wiśniami

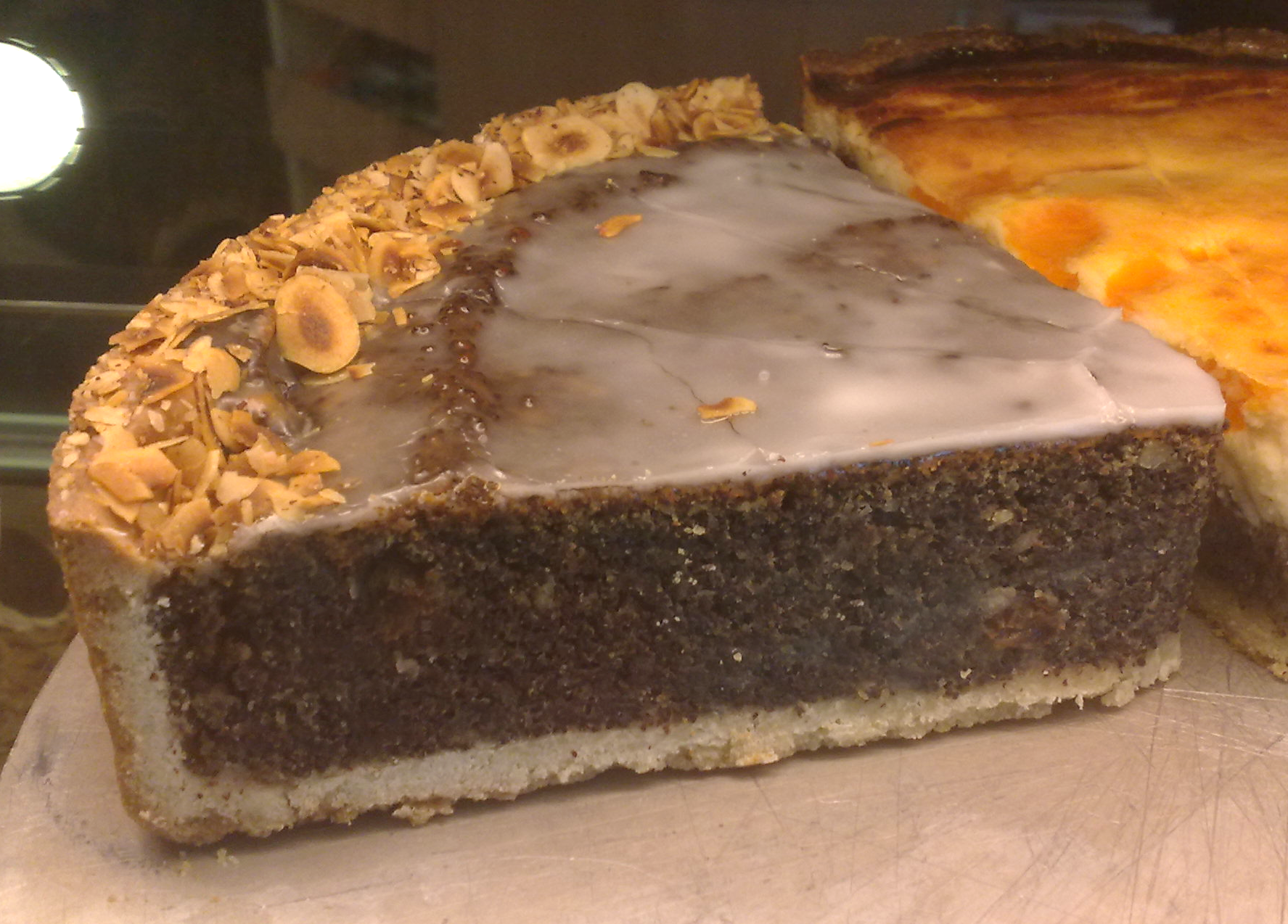
Tarta makowa

Makowiec – ciasto przekładane masą ze zmielonego maku, cukru (lub miodu) i bakalii. Wypiek taki najczęściej przybiera formę:
- placka[3][4]  (makownik[3][4]) lub tarty, gdzie gruba warstwa masa makowej wyłożona jest na cienką warstwę ciasta
- podłużnego, zwijanego spiralnie ciasta w kształcie wałka[5][6] (tzw. strucla z makiem[7][1]) – z ciasta drożdżowego, krucho-drożdżowego, rzadziej półkruchego
- strudla – z ciasta strudlowego, kruchego lub półkruchego

## Makowce w kuchni polskiej

### Charakterystyka
Mak przeznaczony na masę należy odpowiednio przygotować przed zmieleniem (lub utarciem). Jednym ze sposobów jest sparzenie (przelanie wrzątkiem) ziaren na sitku, następnie staranne odsączenie i odparowanie. Inna metoda to zalanie maku zimnym lub gorącym mlekiem lub wodą i odstawienie na pewien czas do namoczenia – czasem po uprzednim zagotowaniu. Według części przepisów, po sparzeniu lub namoczeniu ziaren należy je jeszcze ugotować. W przypadku moczenia ziaren przez całą noc powinno wystarczyć zaledwie kilkuminutowe gotowanie. Według Macieja Kuronia (1960–2008), ziarna przed ugotowaniem należy sparzyć wrzątkiem zawsze – niezależnie od namoczenia. Dawniej maku nie parzono lecz zalewano wodą i czekano, aż zakiełkuje lub zmieni odpowiednio swój smak. 
Tak przygotowany, starannie odsączony mak mieli się dwukrotnie lub trzykrotnie w maszynce do mięsa przez sitko o najmniejszych okach lub uciera w makutrze. Utarty mak uciera się dalej z cukrem lub miodem, po czym dodaje bakalie takie jak posiekane orzechy włoskie, migdały, namoczone rodzynki, kandyzowana skórka pomarańczowa lub cytrynowa. W kuchniach regionalnych spotyka się także stosowanie takich dodatków jak orzechy laskowe, suszone śliwki lub gruszki. Według niektórych przepisów, do masy do makowej dodaje się masło, całe jaja lub ubitą pianę z białek.
Upieczone rolady makowe oblewa się zazwyczaj białym (gotowanym) lukrem i ozdabia surowymi ziarenkami maku lub kandyzowanej skórki pomarańczowej. W handlu spotyka się także strucle z polewą czekoladową.
Makowce w formie placków to najczęściej gruba warstwa masy makowej na spodzie drożdżowym, kruchym lub półkruchym, przykryta drugim płatem ciasta (np. „Kołocz weselny śląski”, „Kołocz weselny cieszyński”), kratką z ciasta (np. placek świąteczny z makiem według Marii Disslowej) lub warstwą kruszonki. „Placek świąteczny z makiem” Marii Disslowej (1870–1936) to gruba warstwa masy makowej (z  maku, cukru, masła i jaj) z bakaliami wyłożona na cienką warstwę ciasta drożdżowego, przyozdobiona kratką z ciasta drożdżowego, bakaliami i cukrem.

### Potrawa świąteczna
Makowiec jest typowym daniem wigilijnym i wielkanocnym w kuchni polskiej. W niektórych rejonach kraju rozpowszechnił się dopiero po drugiej wojnie światowej, m.in. za sprawą osiedleńców z Polski wschodniej. Regionalnie strucla makowa przybiera formę składanych bułeczek z nadzieniem makowym.
Na co dzień makowiec gościł niegdyś tylko na zamożnych stołach. W zwykłych domach pieczony był tylko na wyjątkowe okazje takie jak wspomniana wigilia Bożego Narodzenia i karnawał, Wielkanoc, Zielone Świątki, Środa Popielcowa, Wielki Piątek oraz różnego rodzaju uroczystości rodzinne. 
Według ludowych wierzeń mak spożywany w wigilię Bożego Narodzenia miał zapewniać szczęście i chronić przed działaniem złych sił.  Mak – roślina, która zawiera w makówce tysiące nasion – występował na wigilijnym stole także jako symbol urodzaju i płodności. Tarcie maku na tę okoliczność miało zapewnić młodym pannom rychłe zamążpójście. Mak w potrawach wigilijnych, obok miodu i grzybów był też łącznikiem z zaświatami.

### Lista produktów tradycyjnych
Makowce znajdujące się na „Liście produktów tradycyjnych Ministerstwa Rolnictwa i Rozwoju Wsi” (wybór):
- „Makowiec z Ejszeryszek” (woj. podlaskie, Ejszeryszki i Wiżajny) – strucla drożdżowa z widoczną na przekroju szeroką spiralą makową z bakaliami[6]
- „Makowiec lubartowski” (woj. lubelskie, Lubartów) – nietypowa strucla drożdżowa, pojedynczo zwinięty cienki płat ciasta z bardzo grubą warstwą masy makowej z miodem i bakaliami[12][22]
- „Makowiec sędziszowski” (woj. podkarpackie, okolice Sędziszowa) – strucla drożdżowa z widoczną na przekroju szeroką spiralą makową z bakaliami[5]
- „Choszczeńska strucla z makiem” (woj. zachodniopomorskie, Choszczno) – strucla drożdżowa z widoczną na przekroju spiralą makową z miodem i bakaliami[13]
- „Strucla makowa brzozowska” (woj. podkarpackie, ziemia brzozowska) – strucla drożdżowa z widoczną na przekroju spiralą makową z miodem i bakaliami[1]
- „Strudel (strucla)” (woj. lubuskie, górale czadeccy) – strucla z puszystego pieczywa pszennego, nadzienie makowe jest tu jednym z dwóch możliwych wariantów (makowy, twarogowy)[18]
- „Kołocz weselny śląski” (woj. śląskie)[15] – prostokątny (opcjonalnie krojony na kwadraty) lub okrągły (krojony w trójkąty) placek z kruszonką, tworzony przez dwa płaty ciasta drożdżowego przełożone masą makową (masa makowa jest tutaj jednym z trzech możliwych wariantów – obok twarogowej i makowo-twarogowej)
- „Kołocz weselny cieszyński” (woj. śląskie, Śląsk Cieszyński) – okrągły, krojony w trójkąty, czasami w kwadraty, placek z kruszonką tworzony przez dwa płaty ciasta drożdżowego przełożone masą makową (masa makowa jest tutaj jednym z trzech możliwych wariantów – obok twarogowej i makowo-twarogowej)[16]